# Maximiliaan Louis van Hangest d'Yvoy
Maximiliaan Louis van Hangest baron d'Yvoy, heer van Mijdrecht (Utrecht, 26 augustus 1753 – 's-Gravenhage, 27 augustus 1831) was een Nederlands militair, hofdienaar en lid en fungerend voorzitter van de Hoge Raad van Adel.

## Biografie
D'Yvoy was een lid van het geslacht Van Hangest d'Yvoy en een zoon van Maximiliaan Ivoi (1717-1783), raad van Utrecht, en Antonia Louisa de Leeuw (1726-1793). Hij begon zijn loopbaan als militair en werd in 1778 benoemd tot luitenant-kolonel der infanterie en kapitein-commandant van de Hollandse gardes. In 1795, na de revolutie, werd hij ontslagen en hij was gedurende de Franse tijd ambteloos burger. Op 24 juni 1814 werd hij benoemd als een van de leden van de net ingestelde Hoge Raad van Adel, hetgeen hij tot zijn  overlijden zou blijven; in de periode 1817-1818 fungeerde hij als voorzitter van dat college. Voorts was hij opperschenker en kamerheer van koning Willem I.
D'Yvoy werd op 28 augustus 1814 benoemd in de ridderschap van Utrecht waarmee hij tot de Nederlandse adel ging behoren. (Andere verwanten werden later ingelijfd.) Hij kreeg bij KB van 8 juli 1816, net als zijn verwanten, de titel van baron. De genealoog Bijleveld was uiterst kritisch over de adeldom van het geslacht, publiceerde erover en meende in 1949: "Ingelijfd als baron op alle 1816, zonder eenig recht daarop en met vervalschte stukken verkregen".
D'Yvoy publiceerde verschillende historische geschriften. Zijn bekendste werk is: Bijdragen tot de historie van het Verbond en de smeekschriften der Nederlandsche edelen van de jaren 1565-1567 uit 1825. Daarnaast speelde hij een rol in de in 1826 opgelaaide discussie over het al dan niet vermeende bestaan van de Orde van Sint Jacob waarin de voorzitter van de Hoge Raad van Adel naar later bleek publiekelijk discussieerde met twee onder pseudoniem schrijvende leden van zijn eigen raad. Hij overleed ongehuwd, een dag na zijn 78e verjaardag. Zijn bibliotheek, die vooral genealogische en heraldische werken bevatte, werd in 1832 openbaar geveild.